# Persone di cognome Ross
| Questa pagina contiene informazioni ricavate automaticamente dalle voci biografiche con l'ausilio del template Bio e di un bot. L'aggiornamento è periodico e automatico e ricostruisce completamente la pagina. Se manca una persona in questa lista, sei pregato di non aggiungerla, ma accertati piuttosto che la sua voce biografica contenga il template Bio e che i dati anagrafici siano correttamente compilati. Se il template Bio manca, inseriscilo tu stesso o, in alternativa, metti l'avviso {{tmp\|Bio}} che ne segnala la mancanza. Se i dati riportati sono sbagliati, correggi direttamente la voce biografica; le modifiche saranno visibili in questa lista entro pochi giorni. Per chiarimenti vedi il progetto antroponimi. La lista contiene solo le 134 persone che sono citate nell'enciclopedia e per le quali è stato implementato correttamente il template Bio. Pagina aggiornata al 23 lug 2025. |

Questa è una lista di persone presenti nell'enciclopedia che hanno il cognome Ross, suddivise per attività principale.

## Allenatori di calcio(4)
- George Ross, allenatore di calcio e calciatore scozzese (Inverness, n. 1943 - † 2016)
- Jack Ross, allenatore di calcio e ex calciatore scozzese (Falkirk, n. 1976)
- Maurice Ross, allenatore di calcio e ex calciatore scozzese (Dundee, n. 1981)
- Bobby Ross, allenatore di calcio e ex calciatore scozzese (Edimburgo, n. 1942)

## Allenatori di pallacanestro(1)
- Ronald Ross, allenatore di pallacanestro e ex cestista statunitense (Hobbs, n. 1983)

## Allenatrici di calcio(1)
- Leanne Ross, allenatrice di calcio e ex calciatrice scozzese (Falkirk, n. 1981)

## Astrofisici(1)
- Hugh Ross, astrofisico canadese (Montréal, n. 1945)

## Astronauti(1)
- Jerry Lynn Ross, ex astronauta statunitense (Crown Point, n. 1948)

## Astronomi(1)
- Frank Elmore Ross, astronomo e fisico statunitense (San Francisco, n. 1874 - Altadena, † 1960)

## Attori(9)
- Chelcie Ross, attore statunitense (Oklahoma City, n. 1942)
- Grant Ross, attore sudafricano (Port Elizabeth, n. 1986)
- Justin Jon Ross, attore statunitense (n. 1985)
- Lonny Ross, attore e comico statunitense (Wantagh, n. 1978)
- Matt Ross, attore, regista e sceneggiatore statunitense (Greenwich, n. 1970)
- Milton Ross, attore statunitense (Santa Clara, n. 1872 - Los Angeles, † 1941)
- Ricco Ross, attore statunitense (Chicago, n. 1958)
- Shavar Ross, attore, sceneggiatore e produttore cinematografico statunitense (South Bronx, n. 1971)
- Ted Ross, attore e cantante statunitense (Zanesville, n. 1934 - Dayton, † 2002)

## Attrici(8)
- Angelica Ross, attrice, imprenditrice e attivista statunitense (Kenosha, n. 1980)
- Charlotte Ross, attrice statunitense (Winnetka, n. 1968)
- Gaylen Ross, attrice e regista statunitense (Indianapolis, n. 1950)
- Katharine Ross, attrice statunitense (Los Angeles, n. 1940)
- Marion Ross, attrice statunitense (Watertown, n. 1928)
- Olivia Ross, attrice britannica (Parigi, n. 1992)
- Shirley Ross, attrice e cantante statunitense (Omaha, n. 1913 - Menlo Park, † 1975)
- Tracee Ellis Ross, attrice statunitense (Los Angeles, n. 1972)

## Bassiste(1)
- Share Ross, bassista statunitense (Glencoe, n. 1963)

## Calciatori(9)
- Colin Ross, ex calciatore scozzese (Dailly, n. 1962)
- Conrado Ross, calciatore e allenatore di calcio uruguaiano (Montevideo, n. 1908 - San Paolo, † 1970)
- Francis Ross, calciatore scozzese (Ellon, n. 1998)
- Ian Ross, calciatore e allenatore di calcio scozzese (Glasgow, n. 1947 - † 2019)
- Jimmy Ross, calciatore scozzese (Edimburgo, n. 1866 - Manchester, † 1902)
- Nick Ross, calciatore scozzese (Edimburgo, n. 1863 - † 1894)
- Nick Ross, calciatore scozzese (Inverness, n. 1991)
- Oliver Ross, calciatore danese (Aalborg, n. 2004)
- Eric Ross, ex calciatore nordirlandese (Belfast, n. 1944)

## Calciatrici(1)
- Jane Ross, calciatrice scozzese (Rothesay, n. 1989)

## Canottiere(1)
- Beth Ross, canottiera neozelandese (Takapuna, n. 1996)

## Cantanti(5)
- Annie Ross, cantante e attrice britannica (Londra, n. 1930 - New York, † 2020)
- Diana Ross, cantante, produttrice discografica e attrice statunitense (Detroit, n. 1944)
- Jimmy James Ross, cantante statunitense (Trinidad and Tobago, n. 1935 - Belgio, † 2000)
- Josh Ross, cantante canadese (Waterdown, n. 1996)
- Ryan Ross, cantante, chitarrista e compositore statunitense (Las Vegas, n. 1986)

## Cestiste(3)
- Adrianne Ross, ex cestista statunitense (Hobbs, n. 1984)
- Carol Ross, ex cestista e allenatrice di pallacanestro statunitense (Oakland, n. 1959)
- Kendel Ross, ex cestista canadese (Sarnia, n. 1988)

## Cestisti(5)
- Steve Ross, ex cestista canadese (Kamloops, n. 1980)
- Colbey Ross, cestista statunitense (Aurora, n. 1998)
- LaQuinton Ross, cestista statunitense (Jackson, n. 1991)
- Quinton Ross, ex cestista statunitense (Dallas, n. 1981)
- Terrence Ross, ex cestista statunitense (Portland, n. 1991)

## Chitarristi(1)
- Brandon Ross, chitarrista statunitense (New Brunswick)

## Clavicembalisti(1)
- Scott Ross, clavicembalista e organista statunitense (Pittsburgh, n. 1951 - Assas, † 1989)

## Compositori(2)
- Leopold Ross, compositore e musicista inglese
- William Ross, compositore e arrangiatore statunitense (n. 1948)

## Conduttori televisivi(1)
- Jonathan Ross, conduttore televisivo, conduttore radiofonico e comico britannico (Londra, n. 1960)

## Critici letterari(1)
- Robert Ross, critico letterario e giornalista canadese (Tours, n. 1869 - Londra, † 1918)

## Critici musicali(1)
- Alex Ross, critico musicale statunitense (Washington, n. 1968)

## Danzatori(1)
- Bertram Ross, ballerino e coreografo statunitense (Brooklyn, n. 1920 - New York, † 2003)

## Direttori della fotografia(1)
- RaMell Ross, direttore della fotografia, regista e sceneggiatore statunitense (Francoforte sul Meno, n. 1982)

## Dirigenti d'azienda(1)
- Ivy Ross, dirigente d'azienda, designer e gioielliera statunitense (Yonkers, n. 1955)

## Doppiatori(1)
- Neil Ross, doppiatore statunitense (Londra, n. 1944)

## Esploratori(2)
- James Clark Ross, esploratore e navigatore britannico (Londra, n. 1800 - Aylesbury, † 1862)
- John Ross, esploratore scozzese (Stranraer, n. 1777 - Londra, † 1856)

## Filosofi(2)
- Alf Ross, filosofo danese (Copenaghen, n. 1899 - Virum, † 1979)
- William David Ross, filosofo e filologo britannico (Thurso, n. 1877 - Oxford, † 1971)

## Fotografi(1)
- Henryk Ross, fotografo polacco (Varsavia, n. 1910 - † 1991)

## Fumettisti(1)
- Alex Ross, fumettista e illustratore statunitense (Portland, n. 1970)

## Ginnaste(1)
- Kyla Ross, ex ginnasta statunitense (Honolulu, n. 1996)

## Ginnasti(1)
- George Ross, ginnasta britannico (Londra, n. 1877 - Slough, † 1945)

## Giocatori di baseball(2)
- David Ross, ex giocatore di baseball statunitense (Bainbridge, n. 1977)
- Tyson Ross, giocatore di baseball statunitense (Berkeley, n. 1987)

## Giocatori di football americano(6)
- Aaron Ross, giocatore di football americano statunitense (San Antonio, n. 1982)
- Brandian Ross, giocatore di football americano statunitense (Richmond, n. 1989)
- Josh Ross, giocatore di football americano statunitense (Detroit, n. 1999)
- Justyn Ross, giocatore di football americano statunitense (Phenix City, n. 1999)
- Kevin Ross, ex giocatore di football americano e allenatore di football americano statunitense (Camden, n. 1962)
- Oliver Ross, ex giocatore di football americano statunitense (Gainesville, n. 1949)

## Giornalisti(1)
- Harold Ross, giornalista statunitense (Aspen, n. 1892 - Boston, † 1951)

## Hockeisti su ghiaccio(2)
- Art Ross, hockeista su ghiaccio, allenatore di hockey su ghiaccio e dirigente sportivo canadese (Naughton, n. 1886 - Medford, † 1964)
- Elbridge Ross, hockeista su ghiaccio statunitense (Boston, n. 1909 - St. Petersburg, † 1980)

## Illustratori(1)
- Tony Ross, illustratore e scrittore inglese (Londra, n. 1938)

## Infermiere(1)
- Ishobel Ross, infermiera scozzese (Isola di Skye, n. 1890 - † 1965)

## Informatici(1)
- Blake Ross, informatico statunitense (n. 1985)

## Linguisti(1)
- Malcolm Ross, linguista australiano (Londra, n. 1942)

## Medici(2)
- Elizabeth Ness MacBean Ross, medico scozzese (Londra, n. 1878 - Kragujevac, † 1915)
- Ronald Ross, medico britannico (Almora, n. 1857 - Londra, † 1932)

## Modelle(1)
- Liberty Ross, modella britannica (Londra, n. 1978)

## Modelli(1)
- Shaun Ross, modello statunitense (New York, n. 1991)

## Musicisti(1)
- Atticus Ross, musicista, compositore e produttore discografico britannico (Londra, n. 1968)

## Nuotatori(1)
- Norman Ross, nuotatore e pallanuotista statunitense (Portland, n. 1895 - Evanston, † 1953)

## Pallanuotisti(1)
- Bill Ross, pallanuotista statunitense (Toronto, n. 1928 - † 2021)

## Pallavoliste(1)
- April Ross, ex pallavolista e giocatrice di beach volley statunitense (Costa Mesa, n. 1982)

## Parolieri(1)
- Adrian Ross, paroliere e librettista britannico (Lewisham, n. 1859 - Londra, † 1933)

## Personaggi televisivi(1)
- Jim Ross, personaggio televisivo statunitense (Fort Bragg, n. 1952)

## Pittori(2)
- Bob Ross, pittore, militare e personaggio televisivo statunitense (Daytona Beach, n. 1942 - Orlando, † 1995)
- William Charles Ross, pittore e miniaturista inglese (Londra, n. 1794 - Londra, † 1860)

## Politiche(1)
- Deborah Ross, politica statunitense (Filadelfia, n. 1963)

## Politici(5)
- Dennis Ross, politico statunitense (Lakeland, n. 1959)
- Edmund G. Ross, politico e editore statunitense (Ashland, n. 1826 - Albuquerque, † 1907)
- Frank Ross, politico britannico (Londra, n. 1959)
- Mike Ross, politico e imprenditore statunitense (Texarkana, n. 1961)
- William Ross, politico canadese (Boularderie, n. 1824 - Ottawa, † 1912)

## Produttori cinematografici(1)
- Monty Ross, produttore cinematografico, attore e regista statunitense (Omaha, n. 1957)

## Produttrici cinematografiche(1)
- Tessa Ross, produttrice cinematografica britannica (Londra, n. 1961)

## Psicologi(1)
- Stephan Ross, psicologo, insegnante e scrittore polacco (Łódź, n. 1931 - Newton, † 2020)

## Pugili(1)
- Barney Ross, pugile statunitense (Chicago, n. 1909 - † 1967)

## Rapper(1)
- Kaliii, rapper statunitense (Atlanta, n. 2000)

## Registi(6)
- Benjamin Ross, regista britannico (Londra, n. 1964)
- Gary Ross, regista, sceneggiatore e produttore cinematografico statunitense (Los Angeles, n. 1956)
- Herbert Ross, regista, coreografo e produttore cinematografico statunitense (New York, n. 1927 - New York, † 2001)
- Nat Ross, regista e produttore cinematografico statunitense (San Francisco, n. 1902 - Los Angeles, † 1941)
- Robert Ross, regista statunitense (n. 1889 - † 1943)
- Vjačeslav Ross, regista sovietico (Berdsk, n. 1966)

## Rugbisti a 15(2)
- Gordon Ross, rugbista a 15 scozzese (Edimburgo, n. 1978)
- Mike Ross, ex rugbista a 15 e dirigente d'azienda irlandese (Cork, n. 1979)

## Sassofonisti(1)
- Ronnie Ross, sassofonista e clarinettista britannico (Calcutta, n. 1933 - Londra, † 1991)

## Schermitrici(1)
- Nicole Ross, schermitrice statunitense (New York, n. 1989)

## Sciatrici alpine(2)
- Lauren Ross, ex sciatrice alpina statunitense (n. 1982)
- Laurenne Ross, ex sciatrice alpina statunitense (Edmonton, n. 1988)

## Scrittori(2)
- Alexander Ross, scrittore scozzese (Aberdeen - Bramshill, † 1654)
- Charles Henry Ross, scrittore inglese (Londra, n. 1835 - † 1897)

## Scrittrici(4)
- Deborah J. Ross, scrittrice statunitense (n. 1947)
- JoAnn Ross, scrittrice statunitense
- Kate Ross, scrittrice statunitense (n. 1956 - Boston, † 1998)
- Rebecca Ross, scrittrice statunitense

## Sociologi(1)
- Edward Alsworth Ross, sociologo e genetista statunitense (Virden, n. 1866 - Madison, † 1951)

## Soprani(1)
- Elinor Ross, soprano statunitense (Tampa, n. 1926 - New York, † 2020)

## Tennisti(1)
- Charles Hoadley Ashe Ross, tennista britannico (Bath, n. 1852 - Hove, † 1911)

## Tuffatori(1)
- Reuben Ross, tuffatore canadese (Regina, n. 1985)

## Velocisti(1)
- Randolph Ross, velocista statunitense (Raleigh, n. 2001)

## Vescovi cattolici(1)
- François-Xavier Ross, vescovo cattolico canadese (Grosses-Roches, n. 1869 - Québec, † 1945)

## Senza attività specificata(2)
- John Ross, nativo americano (Turkeytown, n. 1790 - Washington, † 1866)
- Rick Alan Ross, statunitense (Cleveland, n. 1952)